# Terraguelt
Terraguelt (în arabă ترقالت) este o comună din provincia Souk Ahras, Algeria.
Populația comunei este de 4.376 de locuitori (2008).